# Пандорина кутија
Пандорина кутија је артефакт у грчкој митологији, преузет из мита о Пандорином настанку у Хесиодовом епу „Послови и дани”. „Кутија” је у ствари велики ћуп (грч. πίθος) дат Пандори (грч. Πανδώρα), који је садржао сва зла овог свијета. Пандора је отворила ћуп и сва зла су излетјела, остављајући „наду” унутра када је поново затворила ћуп.
Данас фраза „отворити Пандорину кутију” значи извршити радњу која може изгледати небитно или наивно, али која може да се испоставити као изузетно штетна и може имати далекосежне посљедице.

## Вид још
- Пандора